# Christine Van Den Wyngaert
Christine Van Den Wyngaert (Anversa, 2 aprile 1952) è una magistrata belga, giudice della Corte penale internazionale, Divisione Giudicante.
Eletta dall'Assemblea degli Stati Parte nel Gruppo degli Stati europei occidentali e altri stati (WEOG), Lista A, l'11 marzo 2009 per nove anni.